# Holičský vrch
Holičský vrch (467 m n. m. je vrch v okrese Liberec Libereckého kraje. Leží asi 1,7 km jižně od vesnice Lázně Kundratice na příslušném katastrálním území.

## Popis vrchu
Je to vrch ve tvaru nesouměrného hřbítku směru východ–západ, přičemž v místě vrcholu je hřbítek pootočen na směr jihozápad–severovýchod. Vrch je součástí širší složité skupiny ve tvaru zhruba pravoúhlého trojhúhelníku. Další dva výrazné body skupiny jsou kóty 464 m n. m. (0,5 km východně) a Horka 467 m n. m. (0,7 km jihovýchodně). Mezi těmito třemi elevacemi je hluboká srdcovitá rokle, téměř uzavřená západním hřbetovým výběžkem. Skupina je podmíněna žilným systémem melilitických, bazaltických a brekciových hornin v obalu svrchnokřídových křemenných pískovců (tvoří rozptýlené skalky na svazích) a smíšených sedimentů v centrální rokli. Na východě je skupina oddělena hlubokým údolím Zábrdky od sousedního Zábrdského kopce (501 m n. m.). Západně navazuje členitá skupina Ocasovského vrchu (487 m n. m.). Holičský vrch je zalesněn níže jehličnatým, výše listnatým lesem. Četné mýtiny zřejmě umožňují omezené výhledy.

## Geomorfologické zařazení
Vrch náleží do celku Ralská pahorkatina, podcelku Zákupská pahorkatina, okrsku Kotelská vrchovina, podokrsku Děvínská pahorkatina a Holičské části.

## Přístup
Automobilem se dá nejblíže dopravit na parkoviště u silnice do bývalých Holiček severně od vrchu. Odtud se dá po několika lesních cestách vystoupat na vrchol. Na Horku se dá rychleji dojít z východu od Zábrdí.